# Gary Sprake
Gareth Sprake (3 d'abril de 1945 - 18 d'octubre de 2016) fou un futbolista gal·lès de la dècada de 1960.
Fou 37 cops internacional amb la selecció de Gal·les entre 1963 i 1974.
Pel que fa a clubs, defensà els colors de Leeds United FC i Birmingham City FC.

## Palmarès
Leeds United
- Football League Second Division: 1963-64
- Football League First Division: 1968-69
- Football League Cup: 1968
- Copa de Fires: 1968, 1971